# Jean Bastaire
Jean Bastaire, né le 25 juin 1927 à Chamalières, dans le Puy-de-Dôme, et mort le 24 août 2013 à Meylan, est un intellectuel français chrétien et socialiste libertaire, auteur de nombreux ouvrages.
Sa réflexion touche la politique et la morale, la théologie, la poésie et l'écologie. Il est spécialiste de Charles Péguy et de Paul Claudel.
Il a été ami du cardinal Henri de Lubac et d'Edmond Michelet.

## Biographie
Jean Bastaire est né en 1927 à Chamalières, dans le Puy-de-Dôme. Il fait ses débuts à Paris en 1946 comme journaliste cinématographique et se lie d'amitié avec Alain Cuny et Robert Bresson.
La maladie le contraint à quitter son activité pendant près de deux ans qu'il passe en sanatorium. Marqué par l'hindouisme, il vit durant ces longs mois une évolution intérieure qui va le mener au christianisme. Il est guidé par l'abbé Lucien Ducretet, mais aussi par les œuvres de Charles Péguy, Emmanuel Mounier et Henri de Lubac. Au sanatorium, il fait la connaissance d'Hélène, une médecin de dix ans son aînée, qu'il épousera en 1950 (elle mourra en 1992). Elle devient la médiatrice de cette conversion.
De 1952 à 1981 Bastaire collabore à la revue Esprit, concrétisant ainsi son engagement chrétien à travers l'écriture et le débat. Il se consacre également à la critique littéraire avec des travaux sur la poésie chrétienne de l'âge baroque, mais aussi et surtout sur l'œuvre de Charles Péguy, sur laquelle il rédigera pas moins d'une dizaine d'ouvrages. Durant la même période, en 1977, les éditions Lethielleux publient son premier texte littéraire, Court traité d’innocence.
C'est sous l'influence de sa femme, qui est aussi une militante de la première heure de la cause animale et de l'écologie, que dans les années 1960, Bastaire entame une longue réflexion sur les fondements théologiques d'une « écologie chrétienne », en s'appuyant sur la lecture des Pères de l’Église. Les premiers ouvrages écologistes paraissent après le décès de son épouse ; parce qu'ils sont nés, selon lui, d'un dialogue ininterrompu, ils sont signés Jean et Hélène Bastaire. Ses essais sur ce thème sont autant de réflexions pour affirmer le lien de charité qui unit la création et les créatures. Dès lors, il milite aussi activement pour l'écologie chrétienne (la sauvegarde de la Création) qui passerait par un renouveau du franciscanisme. On voit même en lui un des derniers « Papes Verts ». 
Fin 2011, il confie à Pauline Bruley, qui lui succède à la gérance du Bulletin de l'Amitié Charles Péguy : « Péguy m’a accompagné toute la vie et permis de devenir le chrétien catholique socialiste libertaire que je suis toujours [...] il ne faut absolument pas déconnecter la vie intérieure de Péguy de sa vie active dans la cité. Il ne faut surtout pas séparer chez lui la poésie de la prose. La même mystique s’y exprime, celle du charnel enfantant le spirituel. Car lorsqu’il oppose précisément dans Notre jeunesse mystique et politique, ce n’est pas la politique qu’il rejette, mais la politique vidée de toute mystique, à commencer par celle de la cité »,.
Jean Bastaire meurt le 24 août 2013 à l’âge de 86 ans, à Meylan, près de Grenoble. Ses archives sont conservées au centre de documentation de la Maison des sciences de l’homme de Clermont-Ferrand. L'université a numérisé une partie de ces archives qui sont désormais diffusées via la bibliothèque numérique de l'établissement.

## Chaire Jean Bastaire
À l'Université catholique de Lyon  commencent, en janvier 2015, les activités d'une chaire Jean Bastaire, portées par le Centre Interdisciplinaire d’Éthique (CIE). Elle a pour objet de développer une approche éthique de l’écologie, dont les piliers sont la théologie de la création et le besoin d’une prise de conscience globale des risques encourus par notre monde face à la crise écologique.

## Publications
- Alain-Fournier ou la tentation de l'enfance, Plon, 1964.
- Péguy tel qu'on l'ignore, Gallimard, coll. « Idées », 1973[10] (réédition en 1995 avec une nouvelle préface).
- Claudel et Péguy (avec Henri de Lubac), Aubier-Montaigne, 1974 (réédition  in Œuvres complètes du Cardinal Henri de Lubac, Cerf, 2008).
- Péguy l'insurgé, Payot, Paris, 1975[11].
- Court traité d'innocence, Lethielleux, 1977.
- Alain-Fournier ou l'anti-Rimbaud, J. Corti, 1978.
- Pour Jeanne d'Arc : petit traité d'incarnation, Cerf, 1979 (2e édition largement modifiée, Pour Jeanne d'Arc : portrait d'une insurgée, Cerf, 2004).
- Madame de Clèves : tragédie en cinq actes (d'après le roman de Madame de La Fayette), J. Corti, 1980.
- Le matin de l'éternité, Le Centurion, 1984.
- Péguy e la cultura del popolo (a cura di Angelo Prontera), Milella, 1987.
- Éros sauvé ou le jeu de l'ascèse et de l'amour, Préface d'Olivier Clément, Desclée, 1990.
- Péguy l'inchrétien, Desclée, 1991.
- Éloge des patries, Ed. universitaires, 1991.
- Prier à Chartres avec Péguy, Desclée de Brouwer, 1993.
- Civisme mode d'emploi, Desclée de Brouwer, 1995.
- Apprentissage de l'aube : autobiographie spirituelle, Cerf, 1996.
- Le salut de la Création : essai d'écologie chrétienne (avec Hélène Bastaire), Desclée de Brouwer, 1996.
- Psaumes de la nuit et de l'aurore, Arfuyen, 1996.
- Le chant des créatures : les chrétiens et l'univers, d'Irénée à Claudel (avec Hélène Bastaire), Cerf, 1996.
- Péguy au porche de l’Église (avec Louis Baillet et Jacques Maritain), Cerf, 1997.
- Passage par l'abîme, Arfuyen, 1998.
- Péguy contre Pétain, l'appel du 17 juin, Éditions Salvator - 2000  (ISBN 978-2706702266).
- La gloire de Sophie : portrait, Éditions Salvator - 2000  (ISBN 978-2706702129).
- Petit dictionnaire des idées non reçues, Parole et silence, 2000.
- Lettre à François d'Assise sur la fraternité cosmique (avec Hélène Bastaire), Parole et silence, 2001.
- Chiens du Seigneur : histoire chrétienne du chien (avec Hélène Bastaire), Cerf, 2001.
- Noces vives, Arfuyen, 2002.
- Arcabas, l'enfance du Christ (avec Enzo Bianchi), Cerf, 2002.
- Le Dieu mendiant (avec Hélène Bastaire), Cerf, 2003.
- Sur la piste de Gustave Aimard, trappeur quarante-huitard, Encrage, 2003
- Pour une écologie chrétienne  (avec Hélène Bastaire), Cerf, novembre 2004.
- La Pâque à deux : récit, Parole et silence, 2004.
- Un nouveau franciscanisme : les petits frères et les petites sœurs de la Création, (avec Hélène Bastaire), Parole et silence, 2005.
- Approche franciscaine de l'écologie (avec Michel Hubault ofm) 2006.
- Le gémissement de la Création : vingt textes sur l'écologie (textes de Jean-Paul II présentés par J. Bastaire), Parole et Silence, 2006
- Le cantique féminin de la Création (avec Hélène Bastaire), 2006.
- Les lectures englouties, Clermont-Ferrand, Éditions Paléo - Université Blaise Pascal, 2008.
- Pour un Christ vert (avec Hélène Bastaire), Éditions Salvator - 2009.
- Pâque de l'univers, Arfuyen, 2009
- Éloge de la fidélité au temps de l'éphémère, Éditions Salvator - 2009  (ISBN 978-2706707773).
- La terre de gloire : essai d'écologie parousiaque (avec Hélène Bastaire), 2010, Cerf.
- La création, pour quoi faire ? : une réponse aux créationnistes (avec Hélène Bastaire), Éditions  Salvator, 2010.
- Pâque de l'univers, Arfuyen, 2010.
- Apologie des noces, Parole et silence, 2011
- Insurrection Pascale (avec Hélène Bastaire), Éditions Salvator, 2012  (ISBN 978-2706709067).

### Ouvrages édité ou préfacés par J. Bastaire
- Charles Péguy, (dirigé par J. Bastaire), Cahiers de l'Herne, no 32, 1977.
- La Passion du Christ selon les poètes baroques français, (Choix et présentation par Jean Bastaire), Éditions de la Différence, coll. « Orphée », Paris, 1993.
- Conversations écologiques (anthologie de textes de Paul Claudel; Jean Bastaire éditeur scientifique), Le Temps qu'il fait, 2000.
- Le rire de l'univers : traité de christianisme écologique, (anthologie de textes de Jürgen Moltmann, réalisée et présentée par J. Bastaire), Cerf, 2004.

### Ouvrages sur Jean Bastaire
- Jean Bastaire, l'écologiste, ouvrage collectif dirigé par Fabien Révol et François Euvé, édition Salvator, 2023.
- Prier 15 jours avec Hélène et Jean Bastaire, ouvrage collectif dirigé par François Euvé, édition nouvelle cité, 2023.